# Balsamticka
Balsamticka (Postia balsamea) är en svampart som först beskrevs av Peck, och fick sitt nu gällande namn av Jülich 1982. Postia balsamea ingår i släktet Postia och familjen Fomitopsidaceae.   Inga underarter finns listade i Catalogue of Life.
I den svenska databasen Dyntaxa används istället namnet Oligoporus balsameus för samma taxon.  Arten är reproducerande i Sverige.